# Isländische Badmintonmeisterschaft 2011
Die Isländische Badmintonmeisterschaft 2011 fand vom 8. bis zum 10. April 2011 in Reykjavík statt. 

## Medaillengewinner
| Disziplin    | Gold                                   | Silber                                       | Bronze                                         |
| ------------ | -------------------------------------- | -------------------------------------------- | ---------------------------------------------- |
| Herreneinzel | Magnús Ingi Helgason                   | Atli Jóhannesson                             | Helgi Jóhannesson                              |
| Herreneinzel | Magnús Ingi Helgason                   | Atli Jóhannesson                             | Kári Gunnarsson                                |
| Dameneinzel  | Ragna Ingólfsdóttir                    | Tinna Helgadóttir                            | Rakel Jóhannesdóttir                           |
| Dameneinzel  | Ragna Ingólfsdóttir                    | Tinna Helgadóttir                            | Snjólaug Jóhannsdóttir                         |
| Herrendoppel | Helgi Jóhannesson Magnús Ingi Helgason | Arthúr Geir Jósefsson Einar Óskarsson        | Broddi Kristjánsson Njörður Ludvigsson         |
| Herrendoppel | Helgi Jóhannesson Magnús Ingi Helgason | Arthúr Geir Jósefsson Einar Óskarsson        | Egill Guðlaugsson Ármann S. Gunnarsson         |
| Damendoppel  | Katrín Atladóttir Ragna Ingólfsdóttir  | Erla Björg Hafsteinsdóttir Tinna Helgadóttir | Jóhanna Jóhannsdóttir Sunna Ösp Runólfsdóttir  |
| Damendoppel  | Katrín Atladóttir Ragna Ingólfsdóttir  | Erla Björg Hafsteinsdóttir Tinna Helgadóttir | Karitas Ósk Ólafsdóttir Snjólaug Jóhannsdóttir |
| Mixed        | Magnús Ingi Helgason Tinna Helgadóttir | Helgi Jóhannesson Elín Þóra Elíasdóttir      | Bjarki Stefánsson Rakel Jóhannesdóttir         |
| Mixed        | Magnús Ingi Helgason Tinna Helgadóttir | Helgi Jóhannesson Elín Þóra Elíasdóttir      | Njörður Ludvigsson Vigdís Ásgeirsdóttir        |